# 프린스에드워드아일랜드 세너터스
| 프린스에드워드아일랜드 세너터스 | |
| 콘퍼런스                        | 북부 콘퍼런스 (1995년~1996년) |
| 디비전                          | 애틀랜틱 디비전 (1993년~1996년) |
| 설립연도                        | 1993년 |
| 해체연도                        | 1996년 |
| 역사                            | 뉴헤이븐 나이트호크스 (1972년~1992년) 뉴헤이븐 세너터스 (1992년~1993년) 프린스에드워드아일랜드 세너터스 (1993년~1996년) 빙엄턴 세너터스 (2002년~현재) |
| 경기장                          | 샬럿타운 시빅 센터 |
| 연고지                          | 프린스에드워드아일랜드주 샬럿타운 |
| 상징색                          | 빨강, 검정, 청동, 하양 |
| 구단주                          | |
| 단장                            | |
| 감독                            | |
| NHL 제휴                        | |
| ECHL 제휴                       | |
| 정규시즌 우승                   | |
| 콘퍼런스 우승                   | |
| 디비전 우승                     | 2 (1995, 1996) |
| 칼더 컵                         | |
| 영구 결번                       | |

프린스에드워드아일랜드 세너터스(Prince Edward Island Senators)는 캐나다 프린스에드워드아일랜드주 샬럿타운을 연고지로 하는 1993년부터 1996년까지 AHL 소속되었던 아이스 하키팀이다.
1996년 연고지를 뉴욕주 빙엄턴 (빙엄턴 세너터스)로 이전했다.

## 역대 홈경기장
| 프린스에드워드아일랜드 세너터스 |               |          |                                   |      |
| 경기장                          | 사용기간      | 수용인원 | 장소                              | 비고 |
| 샬럿타운 시빅 센터              | 1993년~1996년 | 3,717명  | 프린스에드워드아일랜드주 샬럿타운 | 빈칸 |